# Gibberichthys pumilus
Gibberichthys pumilus is een straalvinnige vissensoort uit de familie van snavelvissen (Gibberichthyidae). De wetenschappelijke naam van de soort is voor het eerst geldig gepubliceerd in 1933 door Parr.